# Mallophora infernalis
Mallophora infernalis är en tvåvingeart som först beskrevs av Christian Rudolph Wilhelm Wiedemann 1821.  Mallophora infernalis ingår i släktet Mallophora och familjen rovflugor. Inga underarter finns listade i Catalogue of Life.